# Otto Kleingünther
Otto Friedrich Kleingünther (ur. 19 sierpnia 1896, zm. 27 listopada 1962 w Pasawie) – zbrodniarz hitlerowski, członek załogi obozu koncentracyjnego Mauthausen-Gusen i SS-Unterscharführer.
Członek NSDAP i SS od 1932, a Waffen-SS od 1940. Należał do personelu medycznego w Mauthausen od czerwca 1940 jako sanitariusz. Początkowo Kleingünther pełnił służbę w obozie głównym, a od czerwca 1943 w podobozie Loiblpass. Służbę w kompleksie Mauthausen zakończył w czerwcu 1944. Zamordował setki więźniów za pomocą śmiertelnych zastrzyków z benzyny.
Kleingünther został osądzony w trzynastym procesie załogi Mauthausen-Gusen przed amerykańskim Trybunałem Wojskowym w Dachau. Skazany został za swoje zbrodnie na karę śmierci przez powieszenie. Wyrok zamieniono jednak w akcie łaski na dożywocie.